# Нова Вас-при-Шмарю
Нова Вас-при-Шмарю (словен. Nova vas pri Šmarju) — поселення в общині Шмарє-при-Єлшах, Савинський регіон, Словенія. 
Висота над рівнем моря: 247,2 м.